# Ekpyrosis
Ekpyrosis (ἐκπύρωσις, /ˌɛkpɪˈroʊsɪs/;  ekpýrōsis, "conflagración") es una creencia  estoica en la destrucción periódica del cosmos por una gran conflagración cada Gran Año. Luego, el cosmos se recrea (palingenesis) solo para ser destruido nuevamente al final del nuevo ciclo. Esta forma de  catástrofe es lo opuesto a (κατακλυσμός, "inundación"), la destrucción de la tierra por el agua. La destrucción del universo fue en forma de fuego. El marco temporal de la destrucción nunca fue definido ni dado por ninguno de los estoicos. La destrucción del fuego fue para limpiar el universo. La limpieza del universo fue para ayudar a crear un universo puro. Las llamas destruirían todo en el universo. Entonces, todo sería reconstruido exactamente de la misma manera en cada detalle antes del incendio. Después de tanto tiempo, el proceso por fuego se repetía una y otra vez. Esta limpieza del universo es infinita.

## Causas de Ekpyrosis
Hay tres razones por las que los griegos enseñaron esta creencia. Las razones provienen de las teorías de  Zeno y Cleantes. La primera causa es que el dios del universo sigue aumentando de tamaño, lo que le obliga a absorberse cuando crece demasiado. La segunda es que el sol y las estrellas arden tan calientes y brillantes que secan el universo. Con todo tan seco, hace que el universo se incendie quemándolo todo. Zenón afirma que el fuego que destruye el universo no destruirá precisamente lo que le da vida, que son los mares. El pensamiento de Zenón era solucionar el problema causado por la teoría de la anatimiasis elemental. Para que el fuego no destruyera el mar. La tercera es que cuando todos los planetas regresen a su posición desde que se creó el universo, también comenzaría el proceso de Ekpyrosis.

## Ekpyrosis entre los estoicos
El concepto de Ekpyrosis se atribuye a Crisipo por Plutarco. Sin embargo, la propia ekpyrosis no era una teoría aceptada universalmente por todos los estoicos. Otros estoicos prominentes como Panaetius, Zenón de Tarso,  Boeto de Sidón, y otros rechazaron Ekpyrosis o tenían opiniones diferentes con respecto a su grado. Tal idea es que Ekpyrosis por algunos fue vista generalmente como un evento positivo que resultaría en una "purificación" del alma y una renovación de todo lo que fue destruido. Mientras que otros, como el poeta romano Lucano, describió a Ekpyrosis simplemente como un final sin un nuevo comienzo, esa Ekpyrosis sólo provocó la destrucción del mundo. La medida en que los estoicos discutieron y discreparon con respecto a Ekpyrosis se atribuye en gran parte a las obras de Hipólito de Roma, que se encuentran en el  Stoicorum Veterum Fragmenta .

## Abandono de Ekpyrosis
La propia ekpyrosis fue, en su mayor parte, una teoría cosmológica de corta duración. Con Zenón de Tarus y Cleantes teorizando sobre Ekpyrosis en el siglo III a. C., y luego Crisipo expandiendo esto poco después en el siglo II a. C., Ekpyrosis comenzaría a ser abandonada por completo por los primeros estoicos romanos ya en el primer y segundo siglo antes de Cristo. Una fuerte aceptación de las teorías de Aristóteles del universo combinado con un estilo de vida más práctico practicado por el pueblo romano, hizo que estos últimos estoicos centraran su principal esfuerzo en su propio bienestar social en la tierra, y no concentrarse en el cosmos.
Un buen ejemplo de esto es el prominente emperador estoico y romano, Marcus Aurelius. En su escrito personal "Meditaciones", Marco Aurelius elige discutir cómo uno debe actuar y vivir su vida, en lugar de especular sobre teorías cosmológicas.